# Saison 7 de Cold Case : Affaires classées
Chronologie
Saison 6
Cet article présente le guide de la septième saison de la série télévisée Cold Case : Affaires classées.

## Distribution

### Acteurs principaux
- Kathryn Morris (V. F. : Stéphanie Lafforgue) : Lillian « Lilly » Rush
- Danny Pino (V. F. : Xavier Fagnon) : Scotty Valens
- John Finn (V. F. : Jean-Luc Kayser) : John Stillman
- Jeremy Ratchford (V. F. : Bruno Dubernat) : Nick Vera
- Thom Barry (V. F. : Gérard Dessalles) : Will Jeffries
- Tracie Thoms (V. F. : Ilana Castro) : Kat Miller (2006-)

### Acteurs récurrents et invités
- Erin Chambers : Darcy Curtis (épisode 1)
- Jonathan LaPaglia : Curtis Bell (épisode 1, 10 et 13)
- Ashley Johnson : Grace Stearns en 1966 (épisode 1)
- Kevin Chapman : Joe Mueller (épisode 2)
- Warren Kole : Grady Giles en 2009 (épisode 2)
- Meagan Good : Beatrice Sloan en 1970 (épisode 4)
- Loretta Devine : Chandra Patterson en 2009 (épisode 4)
- John Aniston : Herbert "Wolf" James en 2009 (épisode 5)
- Kadeem Hardison : Andrew Garrett en 2009 (épisode 7)
- Jack Ong : Joe Sung en 2009 (épisode 8)
- Robin Shou : Bo-Lin Chen en 1983 (épisode 8)
- Vail Bloom : Alyssa Lane en 2009 (épisode 9)
- Reed Diamond : Darren Musk (épisode 9)
- Elizabeth Rodriguez : Gina Lopresi en 2010 (épisode 13)
- Darren Criss : Reuben Harris en 1969 (épisode 20)
- Rob Benedict : Steve Burke en 1989 (épisode 21)
- Trevor Jackson : Leon (épisode 13)
- Ivonne Coll : Sonia Espinosa (épisode 13)
- Lauren Cohan : Rachel Malone en 1986 (épisode 16)
- Theresa Russell : Rachel Malone en 2010 (épisode 16)
- Zane Holtz : Herbert "Wolf" James en 1944 (épisode 5)
- Manny Perez : Tut en 2010 (épisode 13)
- Rick Gonzalez : Tut en 1982 (épisode 13)

## Épisodes

### Épisode 1:La Comtesse
- États-Unis /  Canada : 27 septembre 2009 sur CBS / CTV[1]
- France : 30 janvier 2012 sur France 2
- Suisse : sur TSR1
- Belgique : sur RTL-TVI
- Québec : sur Séries+

- États-Unis : 9,19 millions de téléspectateurs[2] (première diffusion)
- Canada : 1,543 million de téléspectateurs[3] (première diffusion)

- Erin Chambers (Darcy Curtis, 1966)
- Daniel Baldwin (Moe Kitchener)
- Jonathan LaPaglia (Curtis Bell)
- Ashley Johnson (Grace Stearns, 1966)
- Anita Gillette (Grace Stearns, 2009)
- John Churchill (Geoffrey Manning, 1966)
- Stephen Mendillo (Geoffrey Manning, 2009)
- Michael Nader (Tucker 'Duke' Benton, 2009)
- Peter Porte (Tucker 'Duke' Benton, 1966)
- Ryan Carr (Cotter Doyle, 1966)
- Tracey Walter (Cotter Doyle, 2009)
- John Churchill (Geoffrey Manning, 1966)

Toutes des chansons de Ray Charles :
- What Would I Do Without You - Ray Charles
- Drown in My Own Tears - Ray Charles
- Careless Love - Ray Charles
- Hide Nor Hair - Ray Charles
- People Will Say We're In Love - Ray Charles
- What'd I Say - Ray Charles
- We Don't See Eye to Eye - Ray Charles
- I've Got a Woman - Ray Charles

### Épisode 2:Super Skater
- États-Unis /  Canada : 4 octobre 2009
- France : 6 février 2012 sur France 2

- États-Unis : 10,05 millions de téléspectateurs[4] (première diffusion)
- Canada : 1,511 million de téléspectateurs[5] (première diffusion)

- Nick Thurston (Nash Simpson)
- Kevin Chapman (Joe Mueller)
- Jeanetta Arnette (Chelsey Simpson, 2009)
- Tamara Clatterbuck (Chelsey Simpson, 1995)
- Lombardo Boyar (Cal Acevedo, 2009)
- Chris Browning (en) (Steve Hess, 1995/2009)
- Ismael 'East' Carlo (Ramiro Valens)
- Terry Hoyos (Rosa Valens)
- Dawn Olivieri (Vonda Martin, 2009)
- Gillian Zinser (Vonda Martin, 1995)
- Matthew Shane (Nick Simpson, 1995)
- Travis Wester (Mick Simpson, 2009)
- Drew James (Grady Giles, 1995)
- Warren Kole (Grady Giles, 2009)
- Kevin Scott Allen	(Rafe Stockton, 1995)

- Disarm - Smashing Pumpkins
- Palomine - Bettie Serveert
- Leg - Bettie Serveert
- Calm On Down - Sum
- Skull - Sebadoh
- Start Choppin - Dinosaur Jr.
- Feel the Pain - Dinosaur Jr.

### Épisode 3:Jurisprudence
- États-Unis /  Canada : 11 octobre 2009
- France : 13 février 2012 sur France 2

- États-Unis : 7,87 millions de téléspectateurs[6] (première diffusion)
- Canada : 1,263 million de téléspectateurs[7] (première diffusion)

- Jerry Hernandez (Alex Caseres)
- Steven Culp (Evan Price)
- James Earl III (Ray-Ray)
- Christopher H. Fisher (Michael Rogers, 2009)
- Miguel Pérez (Juge Harold 'Harry' Alvarez)
- Adina Porter (Laticia Myers)
- Keith Szarabajka (Commissaire adjoint Patrick Doherty)
- Becky Wahlstrom (Marcy Rich)
- Cress Williams (Jimmy Clarke)
- Bobby Cannavale (Eddie Saccardo)
- Michael DiBacco (Educateur)
- D'Kristian Lamar (Michael Rogers, 2004)

- None of Us Are Free - Solomon Burke
- Don't Say Nuthin - The Roots
- Get By - Talib Kweli
- Luv N My Life - Paul Wall
- In This World - Moby

### Épisode 4:Philly Soul
- Canada : 18 octobre 2009
- États-Unis : 25 octobre 2009
- France : 20 février 2012 sur France 2

- États-Unis : 9,30 millions de téléspectateurs[8] (première diffusion)
- Canada : 1,472 million de téléspectateurs[9] (première diffusion)

- Wesley Jonathan (William "Billy" Jeremiah Sanders)
- Meagan Good (Beatrice Sloan, 1970)
- Vanessa Bell Calloway (Geraldine Watkins, 1970)
- Anna Maria Horsford (Geraldine Watkins, 2009)
- Dig Wayne	(Reverend Tom Sanders, 1970)
- John Cothran (Reverend Tom Sanders, 2009)
- Brett Davern (Finn Cooper)
- Jamie Hector (Ronde Brooks, 1970)
- Steven Williams (Ronde Brooks, 2009)
- Ajgie Kirkland (Buster Large, 2009)
- Hope Olaide Wilson (Chandra Patterson, 1970)
- Loretta Devine (Chandra Patterson, 2009)
- Freedom Bridgewater (Archie Sloan,2009)
- Kelvin Brown (Buster Large, 1970)
- Brant Cotton (Paul Cooper jeune)
- Alex Valente (Officer Lennox)

- I'll Be Around - The Spinners
- Me and Mrs. Jones - Billy Paul
- If You Don't Know Me by Now - Harold Melvin and the Blue Notes
- Back Stabbers - The O'Jays
- Papa Was a Rollin' Stone - The Temptations
- Just My Imagination (Running Away with Me) - The Temptations

### Épisode 5:WASP
- États-Unis /  Canada : 1er novembre 2009
- France : 27 février 2012 sur France 2

- États-Unis : 9,02 millions de téléspectateurs[10] (première diffusion)
- Canada : 1,515 million de téléspectateurs[11] (première diffusion)

- Sarah Glendening (Vivian Lynn, 1944)
- Daniel Baldwin (Moe Kitchener)
- Newell Alexander (Frank James, 2009)
- Chad Faust (Frank James, 1944)
- John Aniston (Herbert 'Wolf' James, 2009)
- Zane Holtz (Herbert 'Wolf' James, 1944)
- Mary Jo Catlett (Betty Joe Henders, 2009)
- Kaitlyn Black (Betty Joe Henders, 1944)
- Deanna Dunagan (Iris Keening, 2009)
- Amy Dudgeon (Iris Keening, 1944)
- Terri Hoyos (Rosa Valens)
- Camryn Grimes (Edna Reed, 1944)
- Louise Linton (Louise Patterson, 1944)
- Michael Learned (Louise Patterson, 2009)
- David Landry (Mécanicien, 1944)

- I'll Walk Alone - Martha Tilton
- You Go to My Head - Billie Holiday
- Sing, Sing, Sing - Louis Prima
- Pistol Packin' Mama - The Andrews Sisters
- US Air Force - Captain Robert MacArthur Crawford

### Épisode 6:On achève bien les jockeys
- États-Unis /  Canada : 8 novembre 2009
- France : 5 mars 2012 sur France 2

- États-Unis : 8,17 millions de téléspectateurs[12] (première diffusion)
- Canada : moins de 1,132 millions[13] (première diffusion)

- Rick Batalla (Sonny Sandoval, 1986)
- Sam Hennings (Randall Baxter, 1986/2009)
- Ronnie Alvarez (Angelo Rivera, 1986)
- Jacob Vargas (Angelo Rivera, 2009)
- Michael Cardelle (José Sandoval, 1986)
- Carlos Sanz (José Sandoval, 2009)
- Ismael 'East' Carlo (Ramiro Valens)
- Susan Diol (Kristi Duren, 2009)
- Anna Wood (en) (Kristy Duren, 1986)
- Michael Enright (Richard "Ric" Yanko, 2009)
- Greg Felden (Richard "Ric" Yanko, 1986)
- Mark Berry (Chaplain, 1986)
- Megan Helin (Lilly Rush à 8 ans)

Toutes des chansons de Carlos Santana :
- Samba Pa'Ti - Santana
- Jin-Go-Lo-Ba - Santana
- Se A Cabo - Santana
- Black Magic Woman - Santana
- Evil Ways - Santana
- Everything's Coming Our Way - Santana
- Oye Como Va - Santana

### Épisode 7:Entre les lignes
- États-Unis /  Canada : 15 novembre 2009
- France : 12 mars 2012 sur France 2

- États-Unis : 9,59 millions de téléspectateurs[14] (première diffusion)
- Canada : 1,259 million de téléspectateurs[15] (première diffusion)

- Danièle Watts (Donalyn "Sugar Dawn" Sullivan, 1991)
- Tracey Heggins (Misha Sullivan, 2009)
- Yara Shahidi (Misha Sullivan, 1991)
- Lisa Tharps (Sophie "Big Soph", 2009)
- Kelli Jackson (Sophie "Big Soph", 1991)
- Lester Speight (Virgil "Sticky" Jones)
- Kadeem Hardison (Andrew "Huxtable" Garrett, 2009)
- Larry Herron (Andrew "Huxtable" Garrett, 1991)
- Bobby Cannavale (Eddie Saccardo)
- Sam Sarpong (Zeb "Zen" Edwards, 1991)
- Craig muMs Grant (Zeb "Zen" Edwards, 2009)
- Iona Morris (Alice Watson, 2009)
- Lanei Chapman (Alice Watson, 1991)
- Ronald William Lawrence (Kenneth Watson, 2009)
- Jemal McNeil (Kenneth Watson, 1991)

- Read Between the Lines - Sugar Dawn
- It Takes Two - Rob Base and DJ E-Z Rock (en)
- Goin' Off - Sugar Dawn
- Bad As a Mutha - Queen Latifah
- Act Like You Know - MC Lyte
- Ladies First - Queen Latifah
- P.S.K. What Does It Mean? - Schoolly D
- Sing a Song - Earth, Wind and Fire

### Épisode 8:Chinatown
- États-Unis /  Canada : 22 novembre 2009
- France : 19 mars 2012 sur France 2

- États-Unis : 9,55 millions de téléspectateurs[16] (première diffusion)
- Canada : 1,353 million de téléspectateurs[17] (première diffusion)

- Kemp Lee (Jack Chao Lu, 1983)
- Taya Rogers (Tam Sung, 1983)
- Jack Ong (Joe Sung, 2009)
- Evan Lai (Joe Sung, 1983)
- Elaine Kao (Stacy Lee, 2009)
- Kyla Dang	(Stacy Lee, 1983)
- Lawrence Monoson (Ray Bianchi, 1983)
- Peter Onorati (Ray Bianchi, 2009)
- Tzi Ma (Bo-Lin Chen, 2009)
- Robin Shou (Bo-Lin Chen, 1983)
- Bruce Locke (Ling Lu, 2009)
- Johnny M. Wu (Ling Lu, 1983)
- Chi Muoi Lo (Warren Lee, 2009)
- Jordan Dang (Warren Lee, 1983)
- James Hsu	(Danny Yo, 1983)
- Bobby Cannavale (Eddie Saccardo)
- Anthony John Crane (John Stillman, 1983)
- Irene Tsu (Da Chun Lu, 2009)

- Every Breath You Take - The Police
- The Twilight Zone - Golden Earring
- Invisible Sun - The Police
- Senses - New Order
- Other Voices - The Cure
- Age of Consent - New Order

### Épisode 9:Les Mots qui fâchent
- États-Unis /  Canada : 6 décembre 2009
- France : 26 mars 2012 sur France 2

- États-Unis : 9,64 millions de téléspectateurs[18] (première diffusion)
- Canada : 1,015 million de téléspectateurs[19] (première diffusion)

- Nick Niven (Luke Cronin)
- Michael J. Pagan (Ronnie Jacks, 1999)
- Cherilyn Wilson (Alyssa Lane, 1999)
- Vail Bloom (Alyssa Lane, 2009)
- Miles Heizer (Keith Oats)
- Matt Biedel (Oliver Calhoun, 2009)
- Dash Pomerantz (Oliver Calhoun, 1999)
- Fatso-Fasano (Emil Parker)
- Nelson Lee (Dr. Andiman)
- William Stone Mahoney (Dr. McKenzie)
- Reed Diamond (Darren Musk)
- Terri Hoyos (Rosa Valens)

- Karma Police - Radiohead
- Praise You - Fatboy Slim
- Learn to Fly - Foo Fighters
- Letting the Cables Sleep - Bush
- All Star - Smash Mouth

### Épisode 10:Du sang sur la glace
- États-Unis : 13 décembre 2009
- France : 2 avril 2012 sur France 2

- États-Unis : 10,30 millions de téléspectateurs[20] (première diffusion)

- John White (Tommy Flanagan, 1980)
- Antal Kalik (Cullen Masters, 1980)
- Lance Irwin (Cullen Masters, 2009)
- Michael Trotter (Dwight Barnes, 1980)
- Robert Romanus (Dwight Barnes, 2009)
- Stephan Desjardins (Frank Krause, 1980)
- Bill Kalmenson (Frank Krause, 2009)
- Michelle Alexis (Molly Heaton, 1980)
- Lolita Davidovich (Molly Heaton, 2009)
- Brian Scannell (Coach Heaton, 1980)
- Jude Ciccolella (Coach Heaton, 2009)
- Jonathan Baron (Joueur de hockey)
- James C. Burns (Sean Flanagan, 2009)
- James Hanlon (Détective Pierson, 2009)
- Terry Hoyos (Rosa Valens)
- Jonathan LaPaglia (Curtis Bell)

Toutes des chansons de Bob Seger :        
- Against the Wind - Bob Seger
- Night Moves - Bob Seger
- Roll Me Away - Bob Seger
- Rock 'n' Roll Never Forgets - Bob Seger
- Her Strut - Bob Seger
- Ramblin', Gamblin' Man - Bob Seger

### Épisode 11:Un bon soldat
- États-Unis /  Canada : 10 janvier 2010
- France : 9 avril 2012 sur France 2

- États-Unis : 10,38 millions de téléspectateurs[21] (première diffusion)
- Canada : 1,089 million de téléspectateurs[22] (première diffusion)

- Jamie Martz (Michael "Mike" Donley)
- Rosalie Ward (Kristen Donley, 2005/2010)
- Chris McGarry (Jerry Harkin, 2005/2010)
- Zack Lively (Kevin Harkin, 2005)
- Wylie Small (Mrs. Harkin, 2005)
- La Monde Byrd (Bobby Kerns, 2005/2010)
- Jaime Gomez (Daniel Gomez, 2005/2010)
- Fred Berry Jr. (Trey Newman 2005/2010)
- Veronica Diaz-Carranza (Victoria Montero, 2005/2010)
- Mare Winningham (Celeste Cooper)
- Brett Davern (Finn Cooper)
- Raymond J. Barry (Paul Cooper)
- Ryan Hartwig (Ethan)

- Politik - Coldplay
- Miracle - Foo Fighters
- Stumbling Through the Dark - The Jayhawks
- I Don't Want to Be - Gavin DeGraw

### Épisode 12:Requiem pour un privé
- États-Unis : 17 janvier 2010
- France : 16 avril 2012 sur France 2

- États-Unis : 10,62 millions de téléspectateurs[23] (première diffusion)

- Brian Howe (Harold "Harry" Denton, 1974)
- Gabrielle Miller (Barbara Welter, 1974)
- Sky Soleil (Carl Welter, 1974)
- Chandra West (Caroline Hargreave / Mandy May Smith, 1974)
- Jane Daly (Caroline Hargreave / Mandy May Smith, 2010)
- Matthew Willig (Chuck "French" Jaworski, 1974)
- Richard Moll (Chuck "French" Jaworski, 2010)
- Jud Tylor (Lana Parker 1974)
- Shera Danese (Lana Parker, 2010)
- Julianna Guill (Michelle "Bunny" Hargreave, 1974)
- Shawn Weatherly (Michelle "Bunny" Hargreave, 2010 / Clara Dunaway)
- Michael Kostroff (Wilson Katz, 1974)
- Alan Blumenfeld (Wilson Katz, 2010)
- Stephen Keys (Tico)
- Daniel Baldwin (Moe Kitchener)
- Ismael 'East' Carlo (Ramiro Valens)

- Forever Young - Bob Dylan
- Stuck in the Middle with You - Stealers Wheel
- Walk Away - The James Gang
- Wind, Sea, Sky and Sand - Lee Hazlewood
- Any Major Dude Will Tell You - Steely Dan

### Épisode 13:Le Roi des tagueurs
- États-Unis /  Canada : 14 février 2010 sur CBS / /A\
- France : 23 avril 2012 sur France 2

- États-Unis : 8,73 millions de téléspectateurs[24] (première diffusion)

- Walter Perez (Carlos Espinosa)
- Trevor Jackson (Leon, dit "Turbo")
- Edward Carnevale (Don Bardwill, 1982)
- Michael Badalucco (Don Bardwill, 2010)
- Jeorge Watson (Eddie Clark, 1982)
- Earl Billings (Eddie Clark, 2010)
- Teresa Castillo (Gina Lopresi, 1982)
- Elizabeth Rodriguez (Gina Lopresi, 2010)
- Ivonne Coll (Sonia Espinosa, 2010)
- Rick Gonzalez (Tut', 1982)
- Manny Perez (Tut', 2010)
- Terri Hoyos (Rosa Valens)
- Jonathan LaPaglia	(Curtis Bell)
- Karmin Murcelo (Belen Hernandez)
- Keesha Sharp (Chantel Jones)
- Dondre Whitfield (Jarrod Jones)
- Daniel Baldwin (Moe Kitchener)
- Ismael 'East' Carlo (Ramiro Valens)

- Since You've Gone - The Cars
- Only You - Yazoo
- Rapture - Blondie
- Let It Whip - The Dazz Band
- We Want the Airwaves - The Ramones
- You Dropped a Bomb on Me - The Gap Band

### Épisode 14:Métamorphose
- États-Unis /  Canada : 21 février 2010 sur CBS / /A\
- France : date inconnue

- États-Unis : 8,81 millions de téléspectateurs[25] (première diffusion)

- Sharni Vinson (Mia Romanov)
- Joshua DesRoches (Eddie Armstrong, 1971)
- Matt O'Toole (Eddie Armstrong, 2010)
- Shiva Rose (Isabelle De Luca, 2010)
- Roger W. Morrissey (Lester 'Gargantuan' Smith, 1971)
- Carel Struycken (Lester 'Gargantuan' Smith, 2010)
- Mark Povinelli (Nathaniel 'Biggie' Jones, 1971)
- Michael J. Anderson (Nathaniel 'Biggie' Jones, 2010)
- Matthew Walker (Sheldon 'Cleo' Burgess, 1971)
- Dakin Matthews (Sheldon 'Cleo' Burgess, 2010)
- Justina Vail (Zelda Panay, 1971)
- Peggy McCay (Zelda Panay, 2010)
- Daniel Baldwin (Moe Kitchener)
- Joe Penny (Hank Butler)

Toutes des chansons de The Doors :
- People Are Strange - The Doors
- Moonlight Drive - The Doors
- Riders on the Storm - The Doors
- Wild Child - The Doors
- Waiting for the Sun - The Doors
- Love Her Madly - The Doors
- Light My Fire - The Doors

### Épisode 15:Deux Mariages
- États-Unis /  Canada : 28 février 2010 sur CBS / /A\

- États-Unis : 9,83 millions de téléspectateurs[26] (première diffusion)

- Doug Spinuzza (Louie Amante)
- Rachel Miner (Anna Coulson)
- Brian Hamill (Ed Coulson)
- Sara Botsford (Joan Coulson)
- Lorena Segura York (Tenley Coulson)
- Noah Bean (Daniel "Dan" Palmer)
- Jonathan LaPaglia (Curtis Bell)
- Sean Maguire (Phil)

- Out Last Night - Kenny Chesney
- Demons - Kenny Chesney
- You'll Think of Me - Keith Urban
- Before He Cheats - Carrie Underwood
- Crazy Girl - Kelly Pardekooper
- Kiss a Girl - Keith Urban
- Sweet Thing - Keith Urban

### Épisode 16:Catch hardcore
- États-Unis /  Canada : 14 mars 2010 sur CBS / CTV

- États-Unis : 10,22 millions de téléspectateurs[27] (première diffusion)
- Canada : 1,261 million de téléspectateurs[28] (première diffusion)

- Kevin McNamara (Mick 'The Machine' Malone)
- Lauren Cohan (Rachel Malone, 1986)
- Theresa Russell (Rachel Malone, 2010)
- Preston Bailey (Tim Malone, 1986)
- Scott Anthony Leet (Tim Malone, 2010)
- J.R. Cacia (Lance Katrola, 1986)
- Jay Thomas (Lance Katrola, 2010)
- Michael Scovotti (Nate 'Red Scare' Beecher, 1986)
- Robert R. Shafer (Nate 'Red Scare' Beecher, 2010)
- Justin McCully (Rob 'L'Ours' Jacobs, 1986)
- Billy Tyler (Rob 'L'Ours' Jacobs, 2010)
- Stacey Hinnen (Sweet' Sil Tavern, 1986)
- Roddy Piper (Sweet' Sil Tavern, 2010)

Le 16 juin 1986, le docker Mick Malone, qui gagnait sa vie en faisant des combats illégaux, est tué par balle dans des circonstances non élucidées. En passe de devenir catcheur professionnel, l'homme avait beaucoup d'ennemis. Mais pour Malone, seul le bonheur de son fils avait de l'importance. 
- Wanted Dead or Alive - Bon Jovi
- Rock You Like a Hurricane - Scorpions
- Play Dirty - Poison
- Round and Round - Ratt
- Livin' on a Prayer - Bon Jovi

### Épisode 17:Enquête hors cadre
- États-Unis : 21 mars 2010

- États-Unis : 9,43 millions de téléspectateurs[29] (première diffusion)

- Myk Watford (Joe Don Billingsley)
- Chris Marrs (Travis Billingsley)
- James Madio (Cody 'Ecureuil' Blanchard)
- Glenn Morshower (Ray Crawford)
- Elya Baskin (Dr. Goran Petrovic)
- Lauren Bowles (Jeannette Peterson)
- Patrick Gallagher (Schmitty)
- Boris Lee Krutonog (Bela Ionescu)
- Nina Siemaszko (Julie Vera)
- Keith Szarabajka (Commissaire adjoint Patrick Doherty)

Toutes des chansons de Pink Floyd :
- Wish You Were Here - Pink Floyd
- The Thin Ice - Pink Floyd
- Marooned - Pink Floyd
- Mother - Pink Floyd
- Time - Pink Floyd
- Hey You - Pink Floyd
- Comfortably Numb - Pink Floyd

### Épisode 18:Dans la ligne de mire (Partie 1)
- États-Unis /  Canada : 28 mars 2010

- États-Unis : 10,32 millions de téléspectateurs[30]
- Canada : 1,193 million de téléspectateurs[31] (première diffusion)

- George Finn (Barry Jensen, 1980)
- Anna Rose Moore (Felicity Andrews, 1978)
- Karlton Johnson (Fred Norris, 1983)
- Mac Brandt (Preston Schmall)
- Julie Ariola (Betty Schmall)
- Jon Gries (Bill Shepard)
- Jonathan Brett (Paul Shepard, 1980)
- JB Blanc (Paul Shepard, 2010)
- Christopher Carrington (Calvin Walsh, 1983)
- Charles W. Gray (Calvin Walsh, 2010)
- Todd Sandler (Mel Shaver, 2009)
- Donna Pescow (Nancy Kent, 2010)
- Adam Powell (Tim Hudson, 1978)
- William Russ (Tim Hudson, 2010)
- Melissa Ordway (Diane Yates, 1980)
- Susanna Thompson (Diane Yates, 2010)
- Johnny Messner (Ryan Cavanaugh)
- Scott Lincoln (Carl Guidry)
- Ronald F. Hoiseck (Ned Jenkins)
- Mandy June Turpin (Sally Shaver)

Une ancienne affaire de sniper prend un tour nouveau quand un homme, arrêté pour trouble dans un magasin, avoue avoir voulu suivre les traces de son père, suspecté dans une affaire de tuerie il y a 30 ans. 
- Kid - The Pretenders
- Even The Losers - Tom Petty
- Strange Way (nl) - Firefall
- Just What I Needed - The Cars

### Épisode 19:La Mort en héritage (Partie 2)
- États-Unis /  Canada : 4 avril 2010

- États-Unis : 10,1 millions de téléspectateurs[32]
- Canada : 1,33 million de téléspectateurs[33] (première diffusion)

- Jon Gries (Bill Shepard, 1978)
- Azura Skye (Claire Shepard, 1998/2009/2010)
- Jonathan Brett (Paul Shepard, 1978)
- JB Blanc (Paul Shepard, 2010)
- Lee Dawson (Charlie Gleason, 1978)
- Peter Jason (Charlie Gleason, 2009/2010)
- Mette Holt (Rita Gleason, 1978)
- Elisabeth Noone (Rita Gleason, 2010)
- Barry Alan Levine (Tom Gleason, 2009/2010)
- Bryan Cuprill (Brian Duke, 2009/2010)
- Sonita Henry (Juanita Renaldo, 2009/2010)
- John D'Aquino (Kenneth Hoag, 2009/2010)
- Todd Sandler (Mel Shaver, 2009/2010)
- George Finn (Barry Jensen, 1978)
- Melissa Ordway (Diane Yates, 1980)
- Susanna Thompson (Diane Yates '10)
- Johnny Messner (Ryan Cavanaugh)
- Morgan Benoit (Theodore Kutler)
- Ronald F. Hoiseck (Ned Jenkins)

- Keepsake - State Radio
- Crash into Me - Dave Matthews Band
- Start a War - The National
- Bad Man's World - Jenny Lewis
- Pity and Fear - Death Cab for Cutie
- Snake Song - Townes Van Zandt

### Épisode 20:Amour libre
- États-Unis /  Canada : 11 avril 2010

- États-Unis : 9,86 millions de téléspectateurs[34] (première diffusion)
- Canada : 1,16 million de téléspectateurs[35] (première diffusion)

- Richard Blake (II) (David Quinn, 1968/1969)
- Brian Guest (Al Wasserlauf, 1969)
- Dale Dye (Al Wasserlauf, 2010)
- Christa B. Allen (Annabelle Bennet, 1968/1969)
- Mimi Kuzyk (Annabelle Bennet, 2010)
- Darren Criss (Reuben Harris, 1969)
- James Sutorius (Reuben Harris, 2010)
- Sarah Aldrich (Megan Easton, 2010)
- Karl Makinen (Roy Easton, 2010)
- Ginifer King (Shelly Hewit, 2010)
- Johnny Messner (Ryan Cavanaugh)
- Susanna Thompson (Diane Yates)
- Zack Kennedy (Hippie)
- Erin Pickett (Passagère du bus)

- The Weight - The Band
- Piece of My Heart - Janis Joplin
- Colours - Donovan
- Get Together - The Youngbloods
- Darling Be Home Soon - The Lovin' Spoonful

### Épisode 21:À deux doigts du paradis
- États-Unis /  Canada : 2 mai 2010

- États-Unis : 10,02 millions de téléspectateurs[36] (première diffusion)

- Sarah Habel (Felicia Grant)
- Blake Hood (en) (Cole Austen, 1989)
- Chris Coppola (Cole Austen, 2010)
- Brendan Robinson	(Evan 'Corky' Mazer, 1989)
- Jed Rees (Evan Mazer, 2010)
- Peter Vack (Lee Mavoides, 1989)
- Andrew Bowen (Lee Mavoides, 2010)
- Rob Benedict (Steve Burke, 1989)
- Joel Polis (Steve Burke, 2010)
- Najarra Townsend (Suzie Hill, 1989)
- Kerry O'Malley (Suzie Hill, 2010)
- Nicki Aycox (Christina Rush)
- Raymond J. Barry (Paul Cooper)
- Cheryl Lynn Bowers (Ms. Jacobs)
- Rey Gallegos (Hector Cruz)
- Terri Hoyos (Rosa Valens)
- Brandon Lewis (Troy)
- Panuvat Anthony Nanakornpanom (Jimmy Mota)

Le 20 mai 1989, Felicia Grant, reine du bal de promo, est renversée par une voiture à quelques kilomètres de la salle de bal. De nouvelles preuves montrent qu'il s'agissait d'un acte délibéré. 
- All I Want Is You - U2
- If You Leave - Orchestral Manoeuvres in the Dark
- Suedehead - Morrissey
- Angel - Aerosmith
- Don't You (Forget About Me) - Simple Minds
- Almost Paradise - Mike Reno featuring Ann Wilson
- Bust a Move - Young MC

### Épisode 22:Comme deux sœurs
- États-Unis /  Canada : 2 mai 2010

- États-Unis : 10,02 millions de téléspectateurs[36] (première diffusion)

- Erica Hubbard (Wanda Johnson)
- Nicole Pettis (Althea Johnson, 1993)
- Davenia McFadden (Althea Johnson, 2010)
- Matthew Fahey (Matt Doherty, 1993)
- JR Bourne (Matt Doherty, 2010)
- Daniel Lee Robertson III (Robert Miggs, 1993)
- Hassan Johnson (Robert Miggs, 2010)
- E. J. Bonilla (Ronnie Tavares, 1993)
- Ramon Fernandez (Ronnie Tavares, 2010)
- Campbell Rose (Jeune Christina, 1978)
- Nicki Aycox (Christina Rush)
- Harley Graham (Jeune Lilly, 1978)
- Luke Webb	(Bobby Rush)
- Raymond J. Barry (Paul Cooper)
- Michael Ray Escamilla (Bernie)
- Vince Melocchi (Sal The Janitor)
- Glenn Plummer (A.C.)
- Keith Szarabajka (Commissaire adjoint Patrick Doherty)
- Arie Verveen (Cliff Harper)

En recherchant sa sœur, Lilly découvre un trafic de médicaments...
Will Jeffries rouvre une affaire vieille de 17 ans: Wanda Johnson, une jeune afro-américaine de bonne famille avait été assassinée d'une balle dans le ventre sur un terrain vague. 
Toutes des chansons des Rolling Stones :
- Winter - Rolling Stones
- So Divine (Aladdin Story) - Rolling Stones
- Tumbling Dice - Rolling Stones
- Undercover of the Night - Rolling Stones
- Slave - Rolling Stones
- Beast of Burden - Rolling Stones
- Doo Doo Doo Doo Doo (Heartbreaker) - Rolling Stones